# Mesacanthaspis
Mesacanthaspis is een geslacht van wantsen uit de familie van de Reduviidae (Roofwantsen). Het geslacht werd voor het eerst wetenschappelijk beschreven door Livingstone & Murugan in 1993.

## Soorten
Het genus bevat de volgende soort:

- Mesacanthaspis kovaiensis (Livingstone & Murugan, 1993)